# Плещевка (река)
Плещевка — река в Вологодской области России, протекает по территории Бабушкинского района. Правый приток Большой Хмелевицы, впадающей в Большой Полюг. Устье реки находится в 2 км от устья Большой Хмелевицы. Длина реки составляет 14 км, включая устьевой участок Большой Хмелевицы.

## Данные водного реестра
По данным государственного водного реестра России относится к Двинско-Печорскому бассейновому округу, водохозяйственный участок реки — Северная Двина от начала реки до впадения реки Вычегда, без рек Юг и Сухона (от истока до Кубенского гидроузла), речной подбассейн реки — Сухона. Речной бассейн реки — Северная Двина.
Код объекта в государственном водном реестре — 03020100312103000008633.